# حصن خصب
 حصن خصب ، عبارة عن معقل يقع في التجويف الداخلي لخليج خصب. تم تشييده في القرن السابع عشر بواسطة
الغزاة البرتغاليين الذين كانوا يطمحون إلى بسط سيطرتهم على التجارة البحرية الإقليمية. ويوجد داخل أسوار الحصن المنخفضة والمزودة بشرفات لإطلاق النار برج مركزي ضخم يعتقد بأن بناءه قد سبق بناء الحصن نفسه.
يطل الحصن على الجانب الشرقي من ولاية خصب. وقد بُنِي هذا الحصن على بقايا قلعة موغلة في القدم قبل تعزيز بنائها من قبل البرتغاليين. 

## حصن خصب في عهد الإمام ناصر بن مرشد
وقد قام الإمام ناصر بن مرشد بطرد البرتغاليين من المدينة بعد أن عمل على توحيد البلاد خلال فترة إمامته (1624-1649)، وقام بعده الإمام سلطان بن سيف اليعربي بترميم الحصن، فيما أولى سلاطين البوسعيد اهتماماً متزايداً بالحصن واستخدموه كبرج للمراقبة وكمنزل لعائلة الوالي.

## تاريخ الحصن
ويرجع تاريخ الحصن الحالي إلى ما يقارب من 250 عاماً. وقد تم ترميمه في عام 1990. وعند دخولك إلى الحصن ستجد بالبوابة الرئيسية ثلاثة مدافع صغيرة موجهة نحو البحر. وقد صنعت أبواب الحصن من خشب الساج الأصلي والجدران مزينة بالسيوف والبنادق القديمة مما يدفع الزائر إلى تأمل حضارة عريقة.

## تطوير الحصن
وقد قامت وزارة السياحة في الربع الأول من عام 2007 بافتتاح مشروع تطوير هذا الحصن، وقد ضم مشروع التطوير جوانب أهمها تأهيل مبنى الحصن وتأهيل الطاقة الكهربائية وتوصيلاتها واستخدام أجهزة طرد الرطوبة من الصاروج والأرضيات، وتأهيل البرج الأوسط الكبير بالحصن ليكون متحفاً دائماً يعرض مختلف المشغولات اليدوية والعادات والتقاليد والفنون الشعبية بمحافظة مسندم وتأهيل المرافق السكنية الموجودة بالحصن وتحويلها إلى معرض منزلي مؤثث بكافة ما يحتويه المنزل بمحافظة مسندم بما في ذلك معرض للباس التقليدي بأنواعه مع الحلي التقليدية.
كما اشتمل المشروع على بناء نموذج لبيت القفل داخل فناء الحصن وعرض أنواع القوارب التي تشتهر بها محافظة مسندم، وكذلك بناء نموذج للعريش الكمزاري المعلق والتنور والرحى القديمة وإقامة محل لبيع التحف والهدايا والمشغولات اليدوية.